# جيميني (شركة)
جيميني (بالإنجليزية: Gemini)‏ هي بورصة للعملات المعماة ومحفظة تتيح للعملاء شراء الأصول الرقمية وبيعها وتخزينها، تأسست في عام 2014 من قبل كاميرون وتايلر وينكليفوس. تعمل حاليًا في الولايات المتحدة وكندا والمملكة المتحدة وكوريا الجنوبية وهونغ كونغ وسنغافورة.

## روابط خارجية
- موقع الشركة الرسمي